# Án lệ 22/2018/AL
Án lệ 22/2018/AL về hiệu lực của hợp đồng bảo hiểm nhân thọ khi bên mua bảo hiểm không đóng phí bảo hiểm do lỗi của doanh nghiệp bảo hiểm là án lệ công bố thứ 22 thuộc lĩnh vực dân sự của Tòa án nhân dân tối cao tại Việt Nam, được Hội đồng Thẩm phán Tòa án nhân dân tối cao thông qua, Chánh án Tối cao Nguyễn Hòa Bình ra quyết định công bố ngày 6 tháng 11 năm 2018, và có hiệu lực cho tòa án các cấp trong cả nước nghiên cứu, áp dụng trong xét xử từ ngày 3 tháng 12 năm 2018. Án lệ 22 dựa trên nguồn là Bản án dân sự phúc thẩm số 313 ngày 16 tháng 3 năm 2016 của Tòa án nhân dân Thành phố Hồ Chí Minh về vụ án tranh chấp hợp đồng bảo hiểm, nội dung xoay quanh hợp đồng bảo hiểm nhân thọ; quy tắc bảo hiểm; đơn yêu cầu bảo hiểm; vi phạm nghĩa vụ cung cấp thông tin; kê khai thông tin không rõ ràng; và tình trạng bệnh lý.
Trong vụ việc, nguyên đơn Đặng Văn L khởi kiện bị đơn Bảo hiểm nhân thọ C, yêu cầu bị đơn chi trả khoản tiền đã thỏa thuận trong hợp đồng bảo hiểm nhân thọ tử kỳ, bảo hiểm sức khỏe khách hàng theo thời gian. Vấn đề phát sinh trong tranh chấp về hiệu lực của hợp đồng, tranh cãi quan điểm thông tin sức khỏe cá nhân khách hàng được khai báo khi thực hiện giao kết trong quá khứ; và quyền lợi của khách hàng trong lĩnh vực kinh doanh bảo hiểm. Từ đây, vụ án được chọn làm án lệ để xác định hiệu lực hợp đồng bảo hiểm nhân thọ, chỉ ra những đánh giá về pháp lý có liên quan trong giao kết loại hình hợp đồng này.

## Tóm lược vụ án
Tại Thành phố Hồ Chí Minh, Trương Thị H (gọi tắt: bà H) ký kết hợp đồng bảo hiểm nhân thọ với Công ty trách nhiệm hữu hạn Bảo hiểm nhân thọ C (gọi tắt: Bảo hiểm nhân thọ C), cụ thể là hai hợp đồng, tức Hợp đồng Thịnh Trí Thành Tài Bảo Gia, ký ngày 14 tháng 10 năm 2008 (gọi tắt: Hợp đồng 2008) và Hợp đồng Tử kỳ, ký ngày 25 tháng 3 năm 2009 (gọi tắt: Hợp đồng 2009). Trong gia đình, chồng của bà H là Đặng Văn L (gọi tắt: ông L). Ngày 9 tháng 1 năm 2010, bà H qua đời. Chồng bà là ông L cũng gia đình, tức những người có quyền lợi và nghĩa vụ liên quan là Lương Thị T (mẹ bà H), Đặng Kiều L, Đặng Linh N (hai con của bà H và ông L) đã yêu cầu Bảo hiểm nhân thọ C chi trả khoản tiền theo quy định trong hai hợp đồng đã ký.
Vấn đề nảy sinh khi Bảo hiểm nhân thọ C trả lời các yêu cầu của ông L, họ cho rằng bà H khi điền thông tin sức khỏe cá nhân trong quá trình đăng ký và giao kết hợp đồng đã không đúng với bệnh tình trên thực tế, có dấu hiệu khai báo gian dối. Ngày 10 tháng 11 năm 2010, nguyên đơn Đặng Văn L khởi kiện bị đơn Bảo hiểm nhân thọ C, đệ đơn gửi Tòa án nhân dân Quận 1, Thành phố Hồ Chí Minh. Vụ việc trải qua quá trình tố tụng dân sự trong thời gian dài, mất năm năm cho phiên sơ thẩm, rồi phúc thẩm ở Tòa án nhân dân Thành phố Hồ Chí Minh mới đi đến kết luận cuối cùng.

## Tranh tụng ban đầu

#### Nguyên đơn
Trong vụ án, nguyên đơn đệ đơn khởi kiện với nhiều bản thay đổi, bổ sung. Tại đơn khởi kiện ngày 10 tháng 11, ngày 8 tháng 12 năm 2010, nguyên đơn yêu cầu: Tòa án nhân dân Quận 1 buộc Bảo hiểm nhân thọ C phải trả cho ông 405 triệu đồng và số tiền lãi phát sinh cho đến thời điểm bản án có hiệu lực là tiền mà bị đơn phải bồi thường cho hai hợp đồng bảo hiểm do vợ ông đã mua là Hợp đồng 2008 với số tiền đền bù là 265 triệu đồng, và Hợp đồng 2009 với số tiền đền bù là 190 triệu đồng. Bị đơn đã trả trước cho ông 50 triệu đồng. Tại đơn bổ sung, thay đổi yêu cầu khởi kiện ngày 30 tháng 5 năm 2011, ông L yêu cầu: buộc bị đơn phải trả cho ông số tiền 470 triệu đồng và số tiền lãi phát sinh đến thời điểm bản án có hiệu lực pháp luật. Số tiền lãi tạm tính đến thời điểm hiện nay là 43 triệu đồng. Cụ thể, Hợp đồng 2008 số tiền đền bù là 287 triệu đồng, Hợp đồng 2009 số tiền như cũ.
Ngày 22 tháng 6 năm 2011, nguyên đơn gửi đơn thay đổi yêu cầu khởi kiện như sau: buộc bị đơn phải chi trả tổng số tiền là 203.772.500 đồng cho Hợp đồng 2008, 2009 và tiếp tục thực hiện Hợp đồng 2008; trả hai hợp đồng bản gốc 2008, 2009 cụ thể: Hợp đồng Thịnh Trí Thành Tài Bảo Gia đến thời điểm này bị đơn phải chi trả quyền lợi bảo hiểm khi tử vong là 50% số tiền bảo hiểm 35 triệu đồng, quyền lợi hỗ trợ tiền mặt hàng năm 10% số tiền bảo hiểm 7,0 triệu đồng. Đồng thời yêu cầu tiếp tục thực hiện Hợp đồng 2008, chi trả quyền lợi khi đến thời điểm ghi trong hợp đồng. Về hợp đồng tử kỳ có hoàn phí: quyền lợi bảo hiểm khi tử vong ở Hợp đồng 2009 như yêu cầu cũ, lãi tạm tính cho đến thời điểm này là số tiền lãi do bị đơn chậm thanh toán là 21.772.500 đồng.
Ngày 18 tháng 4 năm 2015, nguyên đơn bổ sung yêu cầu khởi kiện: buộc bị đơn trả cho ông số tiền là 405 triệu đồng và số tiền lãi phát sinh cho đến thời điểm bản án có hiệu lực pháp luật; bị đơn phải trả hai hợp đồng bảo hiểm gốc mà bị đơn đã thu giữ từ phía gia đình ông.

### Bị đơn
Với nhiều đơn khởi kiện, bổ sung của nguyên đơn, bị đơn là Bảo hiểm nhân thọ C đã có những trình bày phản hồi. Tại văn bản phản hồi ngày 28 tháng 1 năm 2011, bị đơn trình bày rằng: khách hàng Trương Thị H trước khi giao kết hai hợp đồng bảo hiểm đã có tiền sử đau dạ dày và mỡ máu tăng nhưng đã không khai báo trong bảng câu hỏi trong đơn yêu cầu bảo hiểm. Nếu biết được khách hàng Trương Thị H bị đau dạ dày và mỡ máu tăng, bị đơn sẽ từ chối giao kết hợp đồng bảo hiểm. Do vậy, bị đơn từ chối chi trả quyền lợi bảo hiểm và quyết định hủy bỏ hai hợp đồng bảo hiểm của bà H là có căn cứ, và đúng quy định của pháp luật. Bị đơn đề nghị Tòa án nhân dân Quận 1 bác yêu cầu khởi kiện của ông L.
Ngày 16 tháng 5 năm 2011, bị đơn có trình bày thêm rằng: đối với yêu cầu của nguyên đơn buộc trả số tiền 405 triệu đồng và tiền lãi phát sinh của hai hợp đồng bảo hiểm 2008, 2009 thì bị đơn vẫn giữ nguyên quan điểm. Bị đơn đã thanh toán tất cả nghĩa vụ của mình được quy định trong hai hợp đồng bảo hiểm nêu trên. Đồng thời cho rằng yêu cầu của nguyên đơn là không có cơ sở theo quy định trong quy tắc và điều, khoản của hợp đồng bảo hiểm và không có căn cứ pháp luật. Do vậy, bị đơn đề nghị Tòa án bác bỏ yêu cầu của ông L. Đối với yêu cầu hoàn trả hai bản hợp đồng bảo hiểm gốc thì bị đơn đồng ý trả lại cho nguyên đơn.

### Đương sự liên quan
Các đương sự liên quan có trình trong vụ việc này. Tại bản tự khai ngày 14 tháng 4, ngày 9 tháng 5 năm 2011, đương sự liên quan thứ nhất là Lương Thị T trình bày rằng: bà là mẹ ruột của Trương Thị H; bà yêu cầu bị đơn phải trả cho bà và gia đình số tiền bồi thường bảo hiểm. Đồng ý cho con rể bà là Đặng Văn L số tiền bồi thường bảo hiểm mà bà được hưởng để ông L có toàn quyền và thuận lợi trong việc tranh chấp với bị đơn. Tại bản khai ngày 14 tháng 4 năm 2011, đương sự liên quan thứ hai là Đặng Kiều L trình bày: chị L là con ruột của Trương Thị H. Số tiền mà bị đơn chi trả cho bà H và chị theo luật định chị cũng có phần vì vậy yêu cầu bị đơn phải trả cho chị đúng số tiền mà chị được hưởng thừa kế trong số tiền bảo hiểm mà bị đơn phải chi trả bảo hiểm khi chẳng may mẹ chị qua đời. Chị đồng ý tặng cho bố chị là Đặng Văn L số tiền bồi thường bảo hiểm cũng như quyền được hưởng số tiền mà đáng lý ra chị được thừa kế từ mẹ và ông L được toàn quyền tranh chấp với bị đơn để đòi số tiền bảo hiểm của mẹ chị là bà H.
Tại bản khai ngày 9 tháng 5 năm 2011, nguyên đơn là đại diện hợp pháp của cháu Đặng Linh N trình bày: yêu cầu Tòa án sớm đưa vụ kiện ra xét xử trả lại công bằng và danh dự cho gia đình ông cũng như rất nhiều người dân Việt Nam đã tham gia mua bảo hiểm nhân thọ của Bảo hiểm nhân thọ C cũng như các công ty bảo hiểm nhân thọ khác.

## Sơ thẩm

### Tố tụng
Trong quá trình xét xử sơ thẩm, đại diện Viện kiểm sát nhân dân Quận 1 phát biểu việc tuân theo pháp luật trong tố tụng dân sự của những người tiến hành tố tụng và những người tham gia tố tụng như sau: Thẩm phán chấp hành đúng các quy định pháp luật của Bộ luật Tố tụng dân sự, xác định đúng quan hệ tranh chấp, vụ kiện còn trong thời hiệu khởi kiện, thu thập chứng cứ đầy đủ. Việc cấp và tống đạt các văn bản tố tụng cho Viện kiểm sát và những người tham gia tố tụng như quy định. Xác định đúng tư cách pháp lý của các đương sự, quyết định đưa vụ án ra xét xử và thời hạn gửi hồ sơ cho Viện kiểm sát nghiên cứu đúng hạn luật định. Thời hạn chuẩn bị xét xử còn chậm, vi phạm quy đinh.
Tại phiên tòa, Hội đồng xét xử tiến hành đúng thời gian, địa điểm thành phần đã được ghi trong quyết định đưa vụ án ra xét xử, nguyên tắc xét xử tuân thủ đúng luật định. Trong quá trình xét xử, chủ tọa phiên tòa đã đảm bảo cho đương sự được phát biểu trình bày quan điểm. Việc chấp hành pháp luật của những người tham gia tố tụng: từ khi thụ lý vụ án cũng như tại phiên tòa giữa nguyên đơn và bị đơn, người có quyền lợi, nghĩa vụ liên quan đã chấp hành đúng quy định của pháp luật tố tụng dân sự.

### Phán quyết
Ngày 26 tháng 8 năm 2015, phiên xét xử sơ thẩm diễn ra tại trụ sở tòa ở số 04 đường Lý Tự Trọng, phường Bến Nghé, Quận 1, sau năm năm tố tụng phức tạp. Tòa án nhân dân Quận 1, Thành phố Hồ Chí Minh tuyên xử: chấp nhận yêu cầu của nguyên đơn, buộc bị đơn phải chịu trách nhiệm chi trả cho bị đơn số tiền bảo hiểm là 300.875.342 đồng; phải giao trả cho nguyên đơn hai hợp đồng bảo hiểm Thịnh Trí Thành Tài Bảo Gia ngày năm 2008, Hợp đồng Tử kỳ có hoàn phí ngày năm 2009. Bên cạnh đó, Hợp đồng 2008 vẫn tiếp tục thực hiện và được giải quyết quyền lợi đáo hạn khi cháu Đặng Linh N đủ 22 tuổi và còn sống vào ngày đáo hạn. Thi hành ngay khi bản án có hiệu lực pháp luật có sự giám sát của cơ quan thi hành án dân sự có thẩm quyền. Kể từ ngày nguyên đơn có đơn yêu cầu thi hành án nếu bị đơn không trả đủ số tiền như trên thì hàng tháng còn phải trả cho nguyên đơn một khoản tiền lãi theo mức lãi suất cơ bản do Ngân hàng Nhà nước công bố tương ứng với thời gian chưa thi hành án.
Về án phí: bị đơn phải chịu án phí dân sự sơ thẩm là 15.043.767 đồng. Nguyên đơn không phải chịu án phí dân sự sơ thẩm nên được hoàn lại số tiền tạm ứng án phí đã nộp tổng cộng là 11.925.000 đồng. Về quyền kháng cáo: Trần Xuân H, Đại diện theo ủy quyền của ông L, bà T, chị Kiều L, có mặt trong ngày xét xử, vắng mặt khi tuyên án do đó ông L, bà T, chị Kiều L có quyền kháng cáo bản án trong thời hạn 15 ngày kể từ ngày được tống đạt hợp lệ bản án. Bị đơn có quyền kháng cáo bản án trong thời hạn 15 ngày kể từ ngày tuyên án. Trường hợp bản án, quyết định được thi hành theo quy định của Luật Thi hành án dân sự, thì người được thi hành án dân sự, người phải thi hành án dân sự có quyền thỏa thuận thi hành án, quyền yêu cầu thi hành án, tự nguyện thi hành án hoặc bị cưỡng chế thi hành án, thời hiệu thi hành án.

## Phúc thẩm

### Các bên

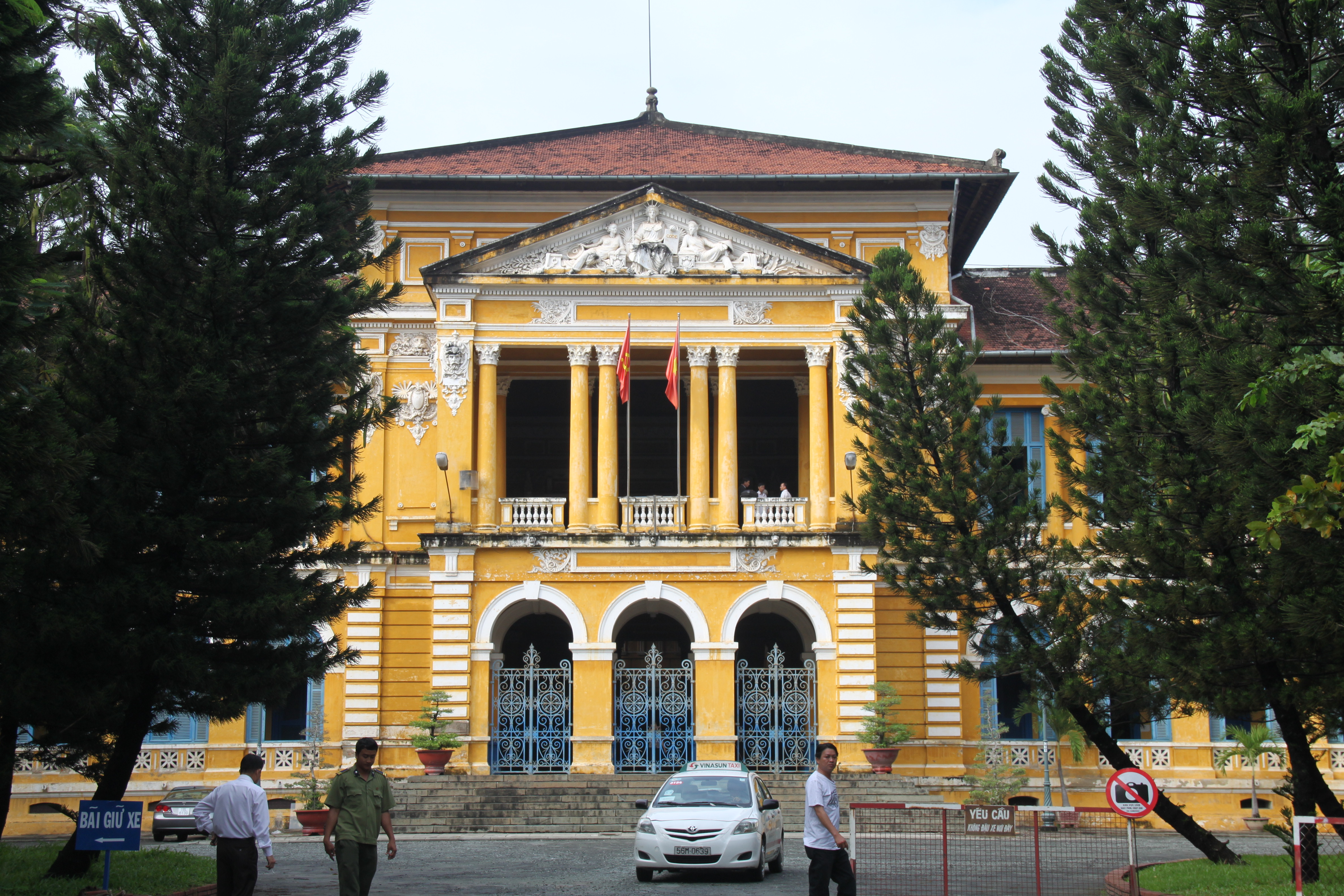
Trụ sở Tòa án nhân dân Thành phố Hồ Chí Minh, nơi diễn ra phiên phúc thẩm.

Ngày 9 tháng 9 năm 2015, bị đơn có đơn kháng cáo, kháng cáo toàn bộ nội dung bản án sơ thẩm. Ngày 16 tháng 3 năm 2016, phiên phúc thẩm diễn ra tại trụ sở Tòa án nhân dân Thành phố Hồ Chí Minh ở số 131 đường Nam Kỳ Khởi Nghĩa, phường Bến Thành, Quận 1, Thành phố Hồ Chí Minh. Tại phiên tòa phúc thẩm, các bên đã đưa ra những lý lẽ có thêm chứng cứ. Nguyên đơn không rút yêu cầu khởi kiện, người kháng cáo không rút yêu cầu kháng cáo. Các bên đương sự không thỏa thuận được với nhau về việc giải quyết vụ án.

#### Bị đơn phúc thẩm
Hoàng P là đại diện theo ủy quyền và Luật sư bảo vệ quyền và lợi ích hợp pháp của bị đơn trình bày các vấn đề. Khi ký hợp đồng bảo hiểm với bị đơn, bà H đã khai không trung thực, cụ thể ở hai điểm như sau: theo biên bản hội chẩn năm 2009 thể hiện bà H có tiền sử đau dạ dày hai năm. Bị đơn cho rằng nội dung này là do bà H khai và được bác sỹ ghi nhận tại biên bản hội chẩn nêu trên. Do đó, có thể xác định bà H có bệnh đau dạ dày từ ngày 3 tháng 9 năm 2007 là trước thời điểm bà H ký hợp đồng bảo hiểm. Phía bị đơn cho rằng cụm từ rối loạn tại dạ dày bao gồm tất cả các bệnh liên quan đến dạ dày trong đó có bệnh đau dạ dày. Tại câu hỏi trong đơn yêu cầu bảo hiểm ngày 25 tháng 3 năm 2009, hỏi về loét đường tiêu hóa, xuất huyết tiêu hóa, viêm tụy, viêm kiết tràng, khó tiêu thường xuyên, khó nuốt, hoặc rối loạn tại dạ dày, ruột gan hoặc túi mật, thì bà H đánh dấu vào ô không (nghĩa là bà H khai không bị rối loạn dạ dày) là khai báo không trung thực.
Bên cạnh đó, bị đơn cung cấp bản photo có sao y phiếu xét nghiệm sinh hóa máu đề ngày 22 tháng 9 năm 2008, do bị đơn thu thập trong hồ sơ khám bệnh định kỳ cho nhân viên của Trường Mầm non C, nơi trước đây bà H công tác. Bị đơn cho rằng vào ngày 22 tháng 9 năm 2008, bà H có làm xét nghiệm máu nhưng không khai báo tại mục 61 đơn yêu cầu bảo hiểm là bà H cố tình khai báo không trung thực. Từ hai điểm nêu trên có xác định bà H đã khai báo thông tin không trung thực và vi phạm nghĩa vụ cung cấp thông tin. Do đó, bị đơn hủy bỏ hai hợp đồng bảo hiểm nêu trên và hai hợp đồng không có hiệu lực. Ngoài ra, ngày 15 tháng 9 năm 2010, nguyên đơn đã nhận số tiền là 50 triệu đồng và ký phiếu thanh toán và xác nhận hoàn thành trách nhiệm bảo hiểm. Tại phiếu này, nguyên đơn đã đồng ý chấm dứt hai Hợp đồng bảo hiểm 2008, 2009, đồng thời thừa nhận bị đơn đã thanh toán đầy đủ số tiền bảo hiểm và không còn trách nhiệm đối với việc giải quyết quyền lợi bảo hiểm cho hai hợp đồng này. Do đó, bị đơn không có nghĩa vụ chi trả tiền bảo hiểm cho nguyên đơn, nên đề nghị Tòa án cấp phúc thẩm xem xét sửa án sơ thẩm theo hướng không chấp nhận yêu cầu khởi kiện của nguyên đơn.

#### Nguyên đơn phúc thẩm
Trần Xuân H, người đại diện của nguyên đơn trình bày rằng: theo cách hiểu thông thường thì đau dạ dày và rối loạn tại dạ dày là hai khái niệm khác nhau, không có bất kỳ tài liệu, chứng cứ nào chứng tỏ bệnh đau dạ dày chính là rối loạn tại dạ dày. Hằng năm, bà H có kiểm tra sức khỏe định kỳ do cơ quan nơi bà H công tác tổ chức. Tuy nhiên, đây là việc hoàn toàn bình thường mà đa số các cơ quan, tổ chức đều tổ chức cho nhân viên. Khi tham gia kiểm tra sức khỏe định kỳ người được khám không biết và không buộc phải biết tổ chức khám chữa bệnh đã tiến hành các biện pháp, phương pháp gì. Ngoài ra, qua phiếu khám sức khỏe định kỳ này không thể hiện bà H bị bệnh gì liên quan đến việc từ chối ký hợp đồng bảo hiểm của bị đơn. Do đó, phía bị đơn cho rằng bà H cung cấp thông tin không trung thực để từ chối chi trả bảo hiểm là không có cơ sở. Đề nghị Tòa án cấp phúc thẩm giữ nguyên bản án sơ thẩm.
Người có quyền lợi và nghĩa vụ liện quan Lương Thị T, Đặng Kiều L, cháu Đặng Linh N (do Đặng Văn L là người đại diện hợp pháp cho con chưa thành niên) do Trần Xuân H đại diện theo ủy quyền trình bày rằng có cùng ý kiến với nguyên đơn, đề nghị Hội đồng xét xử giữ nguyên bản án sơ thẩm.

#### Kiểm sát
Đại diện Viện kiểm sát nhân dân Thành phố Hồ Chí Minh tham gia phiên tòa phát biểu ý kiến. Về hình thức: đơn kháng cáo của đương sự làm trong hạn luật định nên hợp lệ, đề nghị Tòa án chấp nhận. Hội đồng xét xử và những người tham gia phiên tòa chấp hành đúng quy định của pháp luật trong quá trình giải quyết vụ án ở giai đoạn phúc thẩm. Về nội dung: theo nội dung kháng cáo mà phía bị đơn và luật sư bảo vệ quyền, lợi ích cho bị đơn trình bày không đủ cơ sở để xác định bà H khai không trung thực, vi phạm nghĩa vụ cung cấp thông tin. Do đó, không đủ điều kiện để hủy hai hợp đồng bảo hiểm theo lời trình bày của bị đơn. Do đó, không đủ cơ sở chấp nhận kháng cáo của bị đơn, đề nghị Hội đồng xét xử giữ nguyên bản án sơ thẩm

### Nhận định của Tòa án
Sau khi nghiên cứu các tài liệu có trong hồ sơ vụ án được thẩm tra tại phiên tòa và căn cứ vào kết quả tranh luận tại phiên tòa, Hội đồng xét xử đưa ra nhận định. Về tố tụng, nhất trí với Kiểm sát viên.

#### Quy định bảo hiểm
Về nội dung, xét kháng cáo của bị đơn đề nghị bác yêu cầu khởi kiện của nguyên đơn, Hội đồng xét xử xét thấy: về câu hỏi sức khỏe dạ dày mà bà H đánh dấu vào ô không, biên bản hội chẩn, và việc phía bị đơn cho rằng cụm từ rối loạn tại dạ dày bao gồm tất cả các bệnh liên quan đến dạ dày trong đó có bệnh đau dạ dày. Tuy nhiên, tại phiên tòa phúc thẩm, phía bị đơn không đưa ra được bất kỳ chứng cứ nào để chứng minh, không đưa ra được một giải thích khoa học nào xác định đau dạ dày chính là rối loạn tại dạ dày. Theo Bộ luật Dân sự năm 2005: trong trường hợp hợp đồng dân sự theo mẫu có điều khoản không rõ ràng thì bên đưa ra hợp đồng theo mẫu phải chịu bất lợi khi giải thích điều khoản đó; khi hợp đồng có điều khoản hoặc ngôn từ khó hiểu thì phải được giải thích theo tập quán tại địa điểm giao kết hợp đồng. Bên cạnh đó, trong trường hợp hợp đồng bảo hiểm có điều khoản không rõ ràng thì điều khoản đó được giải thích theo hướng có lợi cho người mua bảo hiểm.
Căn cứ theo các quy định pháp luật nêu trên thì trong trường hợp các bên có sự giải thích khác nhau không rõ ràng khó hiểu thì điều khoản này phải được giải thích theo hướng có lợi cho bà H. Như vậy, không đủ cơ sở xác định đau dạ dày được bao gồm trong rối loạn tại dạ dày như bị đơn trình bày. Xét thấy, tại đơn yêu cầu bảo hiểm không có câu hỏi về bệnh đau dạ dày. Như vậy, phía bị đơn cho rằng bà H bị bệnh đau dạ dày mà không khai báo là cố tình khai báo không trung thực và vi phạm nghĩa vụ cung cấp thông tin là không có căn cứ.

#### Đánh giá chứng cứ
Nhận định của Hội đồng xét xử Tòa án nhân dân Thành phố Hồ Chí Minh, Quyết định 313/2016/DS-PT.
Tại câu hỏi 61 của đơn yêu cầu bảo hiểm ghi rằng: trong vòng năm năm trở lại đây, ông, bà đã có làm xét nghiệm chẩn đoán như X-quang, siêu âm, điện tim đồ, thử máu, sinh thiết; hoặc ốm đau, bệnh tật khám y khoa, điều trị tại bệnh viện nhưng chưa được nêu ở phần trên không; bà H đánh dấu vào ô không. Tại phiên tòa phúc thẩm, phía bị đơn cung cấp phiếu xét nghiệm hóa sinh máu đề ngày 22 tháng 9 năm 2008 mang tên người bệnh là Trương Thị H. Phía bị đơn xác định đây là tài liệu thu thập trong hồ sơ kiểm tra sức khỏe định kỳ cho nhân viên của Trường Mầm non C, nơi trước đây bà H công tác. Bị đơn cho rằng ở phiếu xét nghiệm này, bà H có làm xét nghiệm máu nhưng không khai báo tại câu hỏi số 61, đơn yêu cầu bảo hiểm là bà H cố tình khai báo không trung thực. Xét thấy, việc kiểm tra sức khỏe định kỳ được các cơ quan, tổ chức thực hiện một cách thường xuyên và định kỳ. Khi tham gia kiểm tra sức khỏe định kỳ, người được khám không biết và không buộc phải biết tổ chức khám chữa bệnh đã tiến hành các biện pháp, phương pháp gì. Hơn nữa, khi kiểm tra sức khỏe định kỳ, bà H không phát hiện dấu hiệu của một căn bệnh nào dẫn đến việc bị đơn từ chối ký kết hợp đồng với bà H. Do đó, không đủ cơ sở xác định bà H cảm thấy cơ thể bất thường mới tiến hành đi xét nghiệm máu sau đó mua bảo hiểm của bị đơn.

#### Quyền lợi khách hàng
Tại văn bản phản hồi số 008 ngày 28 tháng 1 năm 2011, bị đơn cho rằng: nếu biết được khách hàng Trương Thị H bị đau dạ dày và mỡ máu tăng, bị đơn sẽ từ chối giao kết hợp đồng bảo hiểm. Tại phiên tòa sơ thẩm và phúc thẩm, đại diện của bị đơn lại cho rằng nếu biết bà H bị đau dạ dày và mỡ máu tăng thì bị đơn sẽ cân nhắc có ký hợp đồng hay không. Điều này cho thấy bị đơn đã không có một tiêu chí cụ thể để giải quyết trường hợp như trên. Do đó, cụm từ ảnh hưởng nghiêm trọng phải được hiểu theo nghĩa bệnh dẫn đến từ chối không được mua bảo hiểm chứ không thể chấp nhận theo nghĩa có thể bán hoặc không bán bảo hiểm như lời trình bày của bị đơn, điều khoản này cũng tạo ra sự không rõ ràng, nên phải hiểu và giải thích điều khoản này theo hướng có lợi cho bà H.
Trên thực tế, Nguyễn Thị Diễm P là người làm chứng trong vụ án này trình bày: bà có mua sản phẩm bảo hiểm định kỳ ưu đãi với Bảo hiểm nhân thọ C. Tại thời điểm giao kết hợp đồng bảo hiểm, bà cho bên bán biết bà đang sử dụng thuốc đau dạ dày, thỉnh thoảng đau dạ dày trong khoảng ba năm và có đi khám định kỳ Triglycerid 2,2 mmol/l. Theo kết quả xác minh của Tòa án nhân dân Quận 1 tại Bệnh viện nhân dân Quận 1 ngày 28 tháng 7 nămm 2015, Triglycerid 2,2 mmol/l là cao hơn bình thường. Xét thấy, trường hợp của Nguyễn Thị Diễm P khi mua bảo hiểm tử kỳ của Bảo hiểm nhân thọ C, bà P khai bị đau dạ dày và mỡ máu tăng cao hơn mức bình thường nhưng phía hãng bảo hiểm vẫn bán bảo hiểm cho bà P với mức phí chuẩn. Điều này cho thấy bệnh đau dạ dày và hiện tượng mỡ máu tăng được xem là không ảnh hưởng nghiêm trọng nên hãng đã bán bảo hiểm với mức phí bình thường như những trường hợp khác. Từ đó cho thấy việc người mua bảo hiểm không khai bệnh đau dạ dày và mỡ máu tăng cũng không ảnh hưởng nghiêm trọng đến quyết định của bị đơn trong việc đánh giá chấp nhận có hay không việc ký kết hợp đồng bảo hiểm, do đó khách hàng không vi phạm vào quy tắc và điều khoản của sản phẩm do bị đơn ban hành như Tòa án cấp sơ thẩm nhận định là có căn cứ.

#### Quyền liên quan
Phía bị đơn cho rằng đã thanh toán tất cả nghĩa vụ của mình được quy định trong hai hợp đồng bảo hiểm. Đối với tranh chấp này, hai bên đã giải quyết xong, được thể hiện tại phiếu thanh toán và xác nhận hoàn thành trách nhiệm bảo hiểm ngày 15 tháng 9 năm 2010. Tại phiếu này, ông L đã xác nhận bị đơn đã thanh toán đầy đủ và không còn trách nhiệm gì đối với việc giải quyết quyền lợi bảo hiểm cho hai hợp đồng này; ông L cam kết từ nay về sau sẽ không thực hiện bất cứ hành vi nào hưởng đến bị đơn, bị đơn sẽ không phải thực hiện bất kỳ trách nhiệm và nghĩa vụ nào đối với Hợp đồng 2008, 2009. Xét thấy, việc ký vào phiếu thanh toán và xác nhận hoàn thành trách nhiệm bảo hiểm nêu trên của ông L, không làm mất quyền khởi kiện của ông L nếu ông L cho rằng thỏa thuận này ảnh hưởng đến quyền và lợi ích hợp pháp của mình.
Từ các nhận định trên có cơ sở xác định Tòa án cấp sơ thẩm chấp nhận yêu cầu khởi kiện của nguyên đơn là có cơ sở, đúng pháp luật. Do đó, không có căn cứ chấp nhận yêu cầu kháng cáo của bị đơn, giữ nguyên bản án sơ thẩm. Đối với các quyết định khác của án sơ thẩm, các bên đương sự không kháng cáo, Viện kiểm sát nhân dân không có kháng nghị nên phát sinh hiệu lực pháp luật. Về án phí dân sự phúc thẩm: do giữ nguyên bản án sơ thẩm nên bị đơn phải chịu án phí dân sự phúc thẩm là 200.000 đồng.

### Quyết định
Từ những nhận định này, Hội đồng xét xử Tòa án nhân dân Thành phố Hồ Chí Minh ra quyết định: không chấp nhận yêu cầu kháng cáo của bị đơn là Bảo hiểm Nhân thọ C; giữ nguyên bản án sơ thẩm của Tòa án nhân dân Quận 1, Thành phố Hồ Chí Minh. Chấp nhận yêu cầu của nguyên đơn, bản án phúc thẩm có hiệu lực pháp luật kể từ ngày tuyên án.